# Eirik Verås Larsen
Eirik Verås Larsen (Flekkefjord, Vest-Agder, 26 de março de 1976) é um canoísta norueguês especialista em provas de velocidade.

## Carreira
Foi vencedor da medalha de Ouro em K-1 1000 m em Atenas 2004 e Londres 2012, da medalha de Prata em K-1 1000 m em Pequim 2008 e da medalha de Bronze em K-2 1000 m em Atenas 2004.